# La chica del tren (novela)
La chica del tren es una novela de intriga y misterio de la autora británica Paula Hawkins, publicada en 2015, que se convirtió en un superventas en Gran Bretaña, Estados Unidos y Uruguay desde su publicación y de la que se vendieron cinco millones de ejemplares en seis meses, permaneciendo veinte semanas en la lista de los libros más vendidos del New York Times.

## Argumento
Rachel es una mujer de alrededor treinta años de edad, devastada por su divorcio. Cada mañana toma el tren de las 08:04 hacia Londres. Todos los días el tren se detiene en un semáforo rojo, desde donde puede observar varias casas. En una de ellas vive una pareja a la que Rachel le puso los nombres de Jason y Jess y sobre la que se ha imaginado una perfecta historia de amor. Más tarde descubre que esa pareja no es tan perfecta y, a raíz de ello, se ve involucrada en un misterio.

## Personajes
- Rachel: es la protagonista de la historia, es una mujer alcohólica y con varios problemas en su vida. Cada vez que toma el tren, en una parte del camino vislumbra a una pareja a la que llama Jess y Jason que, según Rachel, son la pareja perfecta.

- Tom: expareja de Rachel, se divorció de ella por los problemas de alcoholismo que tenía Rachel y por los constantes problemas que tenían como pareja. Luego forma una nueva familia a la cual está dispuesto a defender como sea.

- Megan: es la chica que Rachel hace llamar como Jess; sin embargo, Megan es una mujer con varios secretos oscuros y su realidad es muy distinta a la que Rachel imagina. Es una mujer pequeña, pelo rubio y corto, pecosa, ojos azules y mide 1,70

- Scott: es la pareja de Megan, por ende Jason para Rachel. Scott, al igual que Megan, es un hombre con varios defectos, lo que enturbia su relación amorosa, la cual es muy distinta a lo que da a ver a la demás gente.

- Anna: es la actual esposa de Tom, con el cual tienen una hija pequeña hija. Ella es una mujer que vive tratando de complacer a su marido y lucha por la felicidad de su familia; por otra parte, vive constantemente asustada e incómoda por la presencia de la exesposa de Tom.

## Adaptación
Los derechos para su adaptación al cine fueron adquiridos por Dreamworks en 2015. En mayo de 2015, se anunció que el director de la película sería Tate Taylor con un guion de Erin Cressida Wilson. El 5 de junio de 2015, se hizo público que la actriz Emily Blunt estaba en conversaciones para protagonizar la película.